# Natação nos Jogos Olímpicos de Verão de 2020 - 100 m costas feminino
A competição dos 100 m costas feminino da natação nos Jogos Olímpicos de Verão de 2020 foi disputada entre 25 e 27 de julho de 2021 no Centro Aquático, em Tóquio. Um total de 41 nadadoras de 34 Comitês Olímpicos Nacionais (CON) participaram do evento.

## Qualificação
O tempo de qualificação olímpica ao evento foi de 1min00s25. Até duas nadadoras por Comitê Olímpico Nacional (CON) poderiam se qualificar automaticamente nadando naquele tempo em um evento de qualificação aprovado. Por sua vez, o tempo de seleção olímpica foi de 1min02s06. Até uma nadadora por CON estaria elegível para a qualificação com esse tempo com sua entrada classificada em um ranking até que o número de participantes fosse atingido. CONs sem uma nadadora qualificada em qualquer evento poderiam obter seus lugares através das vagas de universalidade.

## Formato
A competição consiste em três rodadas: preliminares, semifinais e final. As nadadoras com os 16 melhores tempos nas baterias preliminares avançam as semifinais. Já as nadadoras com os 8 melhores tempos nas semifinais avançam a final. Desempates (swim-offs) são utilizados conforme necessário para quebrar os empates de avanço a próxima rodada.

## Calendário
Horário local (UTC+9)
| Data                | Horário | Fase         |
| ------------------- | ------- | ------------ |
| 25 de julho de 2021 | 19:00   | Preliminares |
| 26 de julho de 2021 | 11:50   | Semifinais   |
| 27 de julho de 2021 | 10:50   | Final        |

## Medalhistas
| Ouro   | AUS Kaylee McKeown |
| Prata  | CAN Kylie Masse    |
| Bronze | USA Regan Smith    |

## Recordes
Antes desta competição, os recordes mundiais e olímpicos da prova eram os seguintes:
| Tipo | Atleta         | Tempo | Local    | Data                |
| ---- | -------------- | ----- | -------- | ------------------- |
|      | Kaylee McKeown | 57.45 | Adelaide | 13 de junho de 2021 |
|      | Emily Seebohm  | 58.23 | Londres  | 29 de julho de 2012 |

Os seguintes recordes mundiais e/ou olímpicos foram estabelecidos durante esta competição:
| Data                | Evento       | Atleta             | Tempo | Notas            |
| ------------------- | ------------ | ------------------ | ----- | ---------------- |
| 25 de julho de 2021 | Preliminares | CAN Kylie Masse    | 58.17 | Recorde olímpico |
| 25 de julho de 2021 | Preliminares | USA Regan Smith    | 57.96 | Recorde olímpico |
| 25 de julho de 2021 | Preliminares | AUS Kaylee McKeown | 57.88 | Recorde olímpico |
| 26 de julho de 2021 | Semifinal    | USA Regan Smith    | 57.86 | Recorde olímpico |
| 27 de julho de 2021 | Final        | AUS Kaylee McKeown | 57.47 | Recorde olímpico |

## Resultados

### Preliminares
As nadadoras com as 16 primeiras colocações, independente da bateria, avançam as semifinais.
| Pos. | Bateria | Raia | Nadadora            | CON                      | Tempo   | Notas            |
| ---- | ------- | ---- | ------------------- | ------------------------ | ------- | ---------------- |
| 1    | 6       | 4    | Kaylee McKeown      | AUS Austrália            | 57.88   | Q,               |
| 2    | 5       | 4    | Regan Smith         | USA Estados Unidos       | 57.96   | Q                |
| 3    | 4       | 4    | Kylie Masse         | CAN Canadá               | 58.17   | Q                |
| 4    | 6       | 5    | Kathleen Dawson     | GBR Grã-Bretanha         | 58.69   | Q                |
| 5    | 6       | 3    | Emily Seebohm       | AUS Austrália            | 58.86   | Q                |
| 6    | 5       | 5    | Rhyan White         | USA Estados Unidos       | 59.02   | Q                |
| 7    | 5       | 3    | Kira Toussaint      | NED Países Baixos        | 59.21   | Q                |
| 8    | 4       | 3    | Margherita Panziera | ITA Itália               | 59.74   | Q                |
| 9    | 5       | 1    | Peng Xuwei          | CHN China                | 59.78   | Q                |
| 10   | 5       | 6    | Maria Kameneva      | ROC                      | 59.88   | Q                |
| 11   | 4       | 5    | Taylor Ruck         | CAN Canadá               | 59.89   | Q                |
| 12   | 4       | 7    | Anastasia Gorbenko  | ISR Israel               | 59.90   | Q                |
| 13   | 4       | 6    | Anastasia Fesikova  | ROC                      | 59.92   | Q                |
| 14   | 6       | 2    | Cassie Wild         | GBR Grã-Bretanha         | 59.99   | Q                |
| 15   | 5       | 7    | Maaike de Waard     | NED Países Baixos        | 1:00.03 | Q                |
| 16   | 4       | 1    | Anna Konishi        | JPN Japão                | 1:00.04 | Q                |
| 17   | 3       | 2    | Mimosa Jallow       | FIN Finlândia            | 1:00.06 | Recorde nacional |
| 18   | 5       | 8    | Katalin Burián      | HUN Hungria              | 1:00.07 |                  |
| 18   | 6       | 8    | Ingeborg Løyning    | NOR Noruega              | 1:00.07 |                  |
| 20   | 4       | 8    | Lee Eun-ji          | KOR Coreia do Sul        | 1:00.14 |                  |
| 21   | 5       | 2    | Michelle Coleman    | SWE Suécia               | 1:00.54 |                  |
| 22   | 6       | 7    | Chen Jie            | CHN China                | 1:00.63 |                  |
| 23   | 3       | 5    | Béryl Gastaldello   | FRA França               | 1:00.69 |                  |
| 24   | 6       | 1    | Laura Riedemann     | GER Alemanha             | 1:00.81 |                  |
| 25   | 3       | 3    | Danielle Hill       | IRL Irlanda              | 1:00.86 |                  |
| 26   | 3       | 6    | Stephanie Au        | HKG Hong Kong            | 1:01.07 |                  |
| 27   | 4       | 2    | Simona Kubová       | CZE República Checa      | 1:01.35 |                  |
| 28   | 2       | 5    | Tatiana Salcuțan    | MDA Moldávia             | 1:01.59 |                  |
| 29   | 3       | 8    | Lena Grabowski      | AUT Áustria              | 1:01.80 |                  |
| 30   | 3       | 1    | Daryna Zevina       | UKR Ucrânia              | 1:01.97 |                  |
| 31   | 2       | 7    | McKenna DeBever     | PER Peru                 | 1:02.09 | Recorde nacional |
| 32   | 3       | 7    | Isabella Arcila     | COL Colômbia             | 1:02.28 |                  |
| 33   | 2       | 4    | Ali Galyer          | NZL Nova Zelândia        | 1:02.65 |                  |
| 34   | 1       | 5    | Donata Katai        | ZIM Zimbabwe             | 1:02.73 |                  |
| 35   | 2       | 6    | Krystal Lara        | DOM República Dominicana | 1:03.07 |                  |
| 36   | 2       | 3    | Celina Márquez      | ESA El Salvador          | 1:03.75 |                  |
| 37   | 2       | 1    | Danielle Titus      | BAR Barbados             | 1:04.53 |                  |
| 38   | 2       | 2    | Felicity Passon     | SEY Seicheles            | 1:04.66 |                  |
| 39   | 1       | 4    | Maana Patel         | IND Índia                | 1:05.20 |                  |
| 40   | 2       | 8    | Diana Nazarova      | KAZ Cazaquistão          | 1:06.99 |                  |
| 41   | 1       | 3    | Kimberly Ince       | GRN Granada              | 1:10.24 |                  |
| 42   | 3       | 4    | Louise Hansson      | SWE Suécia               | DNS     |                  |
| 42   | 6       | 6    | Anastasiya Shkurdai | BLR Bielorrússia         | DNS     |                  |

### Semifinais
As nadadoras com as 8 primeiras colocações, independente da bateria, avançam a final.
| Pos. | Bateria | Raia | Nadadora            | CON                | Tempo   | Notas |
| ---- | ------- | ---- | ------------------- | ------------------ | ------- | ----- |
| 1    | 1       | 4    | Regan Smith         | USA Estados Unidos | 57.86   | Q,    |
| 2    | 2       | 5    | Kylie Masse         | CAN Canadá         | 58.09   | Q     |
| 3    | 2       | 4    | Kaylee McKeown      | AUS Austrália      | 58.11   | Q     |
| 4    | 1       | 3    | Rhyan White         | USA Estados Unidos | 58.46   | Q     |
| 5    | 1       | 5    | Kathleen Dawson     | GBR Grã-Bretanha   | 58.56   | Q     |
| 6    | 2       | 3    | Emily Seebohm       | AUS Austrália      | 58.59   | Q     |
| 7    | 2       | 6    | Kira Toussaint      | NED Países Baixos  | 59.09   | Q     |
| 8    | 1       | 7    | Anastasia Gorbenko  | ISR Israel         | 59.30   | Q,    |
| 9    | 2       | 7    | Taylor Ruck         | CAN Canadá         | 59.45   |       |
| 10   | 1       | 2    | Maria Kameneva      | ROC                | 59.49   |       |
| 11   | 1       | 6    | Margherita Panziera | ITA Itália         | 59.75   |       |
| 12   | 2       | 2    | Peng Xuwei          | CHN China          | 59.98   |       |
| 13   | 1       | 8    | Anna Konishi        | JPN Japão          | 1:00.07 |       |
| 14   | 1       | 1    | Cassie Wild         | GBR Grã-Bretanha   | 1:00.20 |       |
| 15   | 2       | 1    | Anastasia Fesikova  | ROC                | 1:00.20 |       |
| 16   | 2       | 8    | Maaike de Waard     | NED Países Baixos  | 1:00.49 |       |

### Final
As três nadadoras mais rápidas na final conquistaram as medalhas.
| Pos. | Raia | Nadadora           | CON                | Tempo | Notas            |
| ---- | ---- | ------------------ | ------------------ | ----- | ---------------- |
| 01 ! | 3    | Kaylee McKeown     | AUS Austrália      | 57.47 | Recorde olímpico |
| 02 ! | 5    | Kylie Masse        | CAN Canadá         | 57.72 |                  |
| 03 ! | 4    | Regan Smith        | USA Estados Unidos | 58.05 |                  |
| 4    | 6    | Rhyan White        | USA Estados Unidos | 58.43 |                  |
| 5    | 7    | Emily Seebohm      | AUS Austrália      | 58.45 |                  |
| 6    | 2    | Kathleen Dawson    | GBR Grã-Bretanha   | 58.70 |                  |
| 7    | 1    | Kira Toussaint     | NED Países Baixos  | 59.11 |                  |
| 8    | 8    | Anastasia Gorbenko | ISR Israel         | 59.53 |                  |

Legenda
| Recorde mundial      | Recorde mundial (World record)               |                       | Recorde africano                      | Recorde africano (African) |                                           | Q | Classificado por posição (Qualified) |
| Recorde olímpico     | Recorde olímpico (Olympic record)            | Recorde da América    | Recorde da América (Americas)         | q                          | Classificado por melhor tempo (Qualified) |   |                                      |
| Melhor marca do ano  | Melhor marca do ano (World leading)          | Recorde asiático      | Recorde asiático (Asian)              | DNS                        | Não largou (Did not start)                |   |                                      |
| Recorde nacional     | Recorde nacional (National record)           | Recorde europeu       | Recorde europeu (European)            | DNF                        | Não terminou (Did not finish)             |   |                                      |
| Recorde pessoal      | Recorde pessoal do atleta (Personal best)    | Recorde da Oceania    | Recorde da Oceania (Oceania)          | DSQ / DQ                   | Desclassificado (Disqualified)            |   |                                      |
| Recorde da temporada | Recorde da temporada do atleta (Season best) | Recorde sul-americano | Recorde sul-americano (South America) | NM                         | Sem marca (No mark)                       |   |                                      |